# Canarian Airways
Canarian Airways fue una compañía aérea virtual de España, fundada en 2019 por 14 hoteleros de Tenerife y La Palma junto a One Airways, el operador aéreo del proyecto.
En un principio se llamaba Canarian Airways pero en mayo de 2021 se decidió cambiar su denominación a Lattitude Hub. En noviembre de 2021 recuperó su  marca comercial Canarian Airways.
Realizó su vuelo inaugural entre Madrid y Tenerife Sur el día 23 de julio de 2021 con un Airbus A319-100 EC-NMO (número de serie 5079).
Su último vuelo comercial fue el 11 de enero de 2022. El día 29 de junio de 2022 llega la noticia que la aerolínea suspendió toda su actividad “sine die” 

## Antiguos destinos
| Destinos | Aeropuertos                             |
| -------- | --------------------------------------- |
| Bilbao   | Aeropuerto de Bilbao                    |
| Madrid   | Aeropuerto Adolfo Suárez Madrid-Barajas |
| Tenerife | Aeropuerto de Tenerife Sur (HUB)        |
| Vigo     | Aeropuerto de Vigo                      |

## Antigua flota
| Aeronaves   | Total | Introducido | Retirado | Matrículas |
| ----------- | ----- | ----------- | -------- | ---------- |
| Airbus A319 | 1     | 2021        | 2022     | EC-NMO     |